# خط بهاري

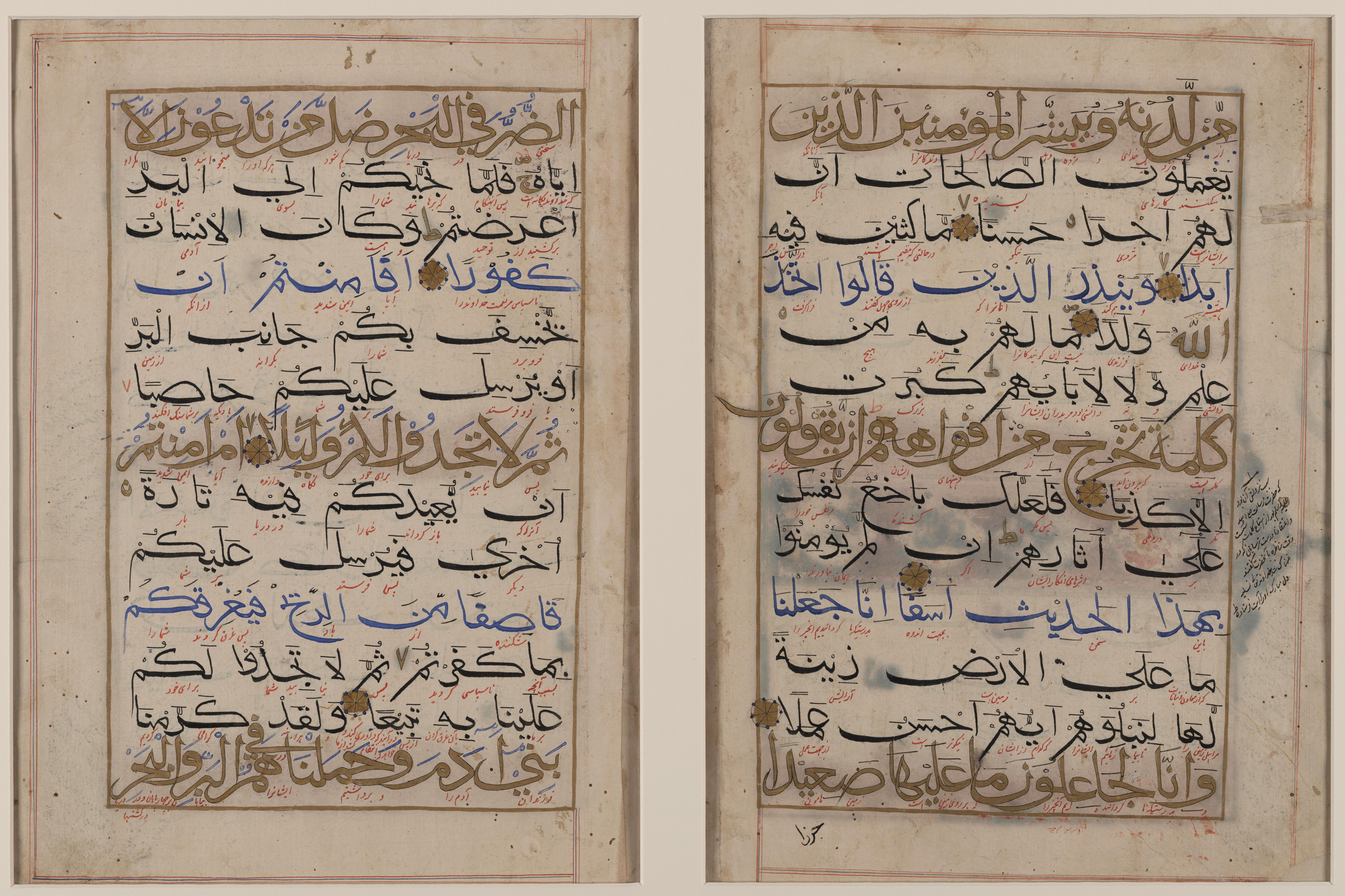
صفحتان من مصحف كتب بالخط البهاري (الصفحة اليمنى: الآيات 2-8 من سورة الكهف، الصفحة اليسرى: الآيات 67-70 من سورة الإسراء)

الخط البِهَارِي (نسبة إلى مقاطعة بِهَار بشرق الهند) هو خط عربي استعمل في الهند من القرن الثامن إلى القرن العاشر الهجري. والبهاري هو شكل من خط النسخ يمتاز بطول حرفي الصاد والضاد، وحرفي الطاء والظاء، وأن رؤوس حروف العين والغين والواو والفاء والقاف ترسم مثلثة الشكل، وكان هذا الخط الرسمي في شمال الهند منذ فتحها على يد تيمورلنك في القرن الرابع عشر، حتى بداية سلطنة مغول الهند في القرن السادس عشر.